# Campeonato Mundial de Natación de 2022
El XIX Campeonato Mundial de Natación se celebró en Budapest (Hungría) entre el 17 de junio y el 3 de julio de 2022 bajo la organización de la Federación Internacional de Natación (FINA) y la Federación Húngara de Natación.
Se realizaron competiciones de natación, natación artística, saltos, natación en aguas abiertas y waterpolo. 
Los deportistas de Rusia y Bielorrusia fueron excluidos de este campeonato debido a la invasión rusa de Ucrania.

## Sede
Inicialmente, el campeonato iba a realizarse en 2021 en la ciudad japonesa de Fukuoka, pero debido a que los Juegos Olímpicos de 2020 fueron pospuestos para 2021 a causa de la pandemia de COVID-19, el campeonato fue trasladado primero para mayo de 2022 y después para julio de 2023.
Sin embargo, la FINA decidió posteriormente realizar un campeonato extraordinario en el año 2022. La nueva sede, la capital húngara, fue anunciada oficialmente en febrero de 2022.

## Instalaciones
Las instalaciones utilizadas por deporte fueron:
- Arena Danubio (Budapest): natación y saltos
- Lago Lupa (Budapest): natación en aguas abiertas
- Complejo de Natación Alfréd Hajós (Budapest): natación artística y waterpolo
- Piscina Deportiva (Debrecen): waterpolo
- Piscina Deportiva (Sopron): waterpolo
- Complejo Deportivo Tiszavirág (Szeged): waterpolo

## Disciplinas
El programa oficial de este campeonato incluyó 74 pruebas, repartidas en 5 deportes acuáticos.
| Disciplina                                                                                | Competiciones masculinas | Competiciones femeninas | Competiciones mixtas | Total           |
| ----------------------------------------------------------------------------------------- | ------------------------ | ----------------------- | -------------------- | --------------- |
| • Natación • Natación en aguas abiertas • Natación artística • Saltos • Waterpolo • Total | 20 3 – 6 1 30            | 20 3 8 6 1 38           | 2 1 2 1 – 6          | 42 7 10 13 2 74 |

## Calendario
| ● | Ceremonia de apertura | ● | Preliminares | 1 | Finales | ● | Ceremonia de clausura |

| Junio/julio de 2022        | 17 vi | 18 sá | 19 do | 20 lu | 21 ma | 22 mi | 23 ju | 24 vi | 25 sá | 26 do | 27 lu | 28 ma | 29 mi | 30 ju | 01 vi | 02 sá | 03 do | Finales por deporte |
| -------------------------- | ----- | ----- | ----- | ----- | ----- | ----- | ----- | ----- | ----- | ----- | ----- | ----- | ----- | ----- | ----- | ----- | ----- | ------------------- |
| Ceremonias                 | ●     |       |       |       |       |       |       |       |       |       |       |       |       |       |       |       | ●     | —                   |
| Saltos                     |       |       |       |       |       |       |       |       |       | 1     | 1     | 2     | 3     | 2     | 1     | 1     | 2     | 13                  |
| Natación en aguas abiertas |       |       |       |       |       |       |       |       |       | 1     | 2     |       | 2     | 2     |       |       |       | 7                   |
| Natación                   |       | 5     | 4     | 5     | 5     | 5     | 5     | 6     | 7     |       |       |       |       |       |       |       |       | 42                  |
| Natación artística         | ●     | 1     | 1     | 2     | 1     | 1     | 1     | 1     | 2     |       |       |       |       |       |       |       |       | 10                  |
| Waterpolo                  |       |       |       | ●     | ●     | ●     | ●     | ●     | ●     | ●     | ●     | ●     | ●     | ●     | ●     | 1     | 1     | 2                   |
| Finales por día            | –     | 6     | 5     | 7     | 6     | 6     | 6     | 7     | 9     | 2     | 3     | 2     | 5     | 4     | 1     | 2     | 3     | 74                  |

## Resultados de natación

### Femenino
| Evento                    | Oro                                                                         | Plata                                                                               | Bronce                                                                             |
| ------------------------- | --------------------------------------------------------------------------- | ----------------------------------------------------------------------------------- | ---------------------------------------------------------------------------------- |
| 50 m libre (25.06)        | Sarah Sjöström · Suecia · 23,98                                             | Katarzyna Wasick · Polonia · 24,18                                                  | Meg Harris Australia Erika Brown Estados Unidos 24,38                              |
| 100 m libre (23.06)       | Mollie O'Callaghan Australia 52,67                                          | Sarah Sjöström · Suecia · 52,80                                                     | Torri Huske Estados Unidos 52,92                                                   |
| 200 m libre (21.06)       | Yang Junxuan China 1:54,92                                                  | Mollie O'Callaghan Australia 1:55,22                                                | Tang Muhan China 1:56,25                                                           |
| 400 m libre (18.06)       | Katie Ledecky Estados Unidos 3:58,15                                        | Summer McIntosh · Canadá · 3:59,39                                                  | Leah Smith Estados Unidos 4:02,08                                                  |
| 800 m libre (24.06)       | Katie Ledecky Estados Unidos 8:08,04                                        | Kiah Melverton Australia 8:18,77                                                    | Simona Quadarella · Italia · 8:19,00                                               |
| 1500 m libre (20.06)      | Katie Ledecky Estados Unidos 15:30,15                                       | Katie Grimes Estados Unidos 15:44,89                                                | Lani Pallister Australia 15:48,96                                                  |
| 50 m espalda (22.06)      | Kylie Masse · Canadá · 27,31                                                | Katharine Berkoff Estados Unidos 27,39                                              | Analia Pigrée Francia 27,40                                                        |
| 100 m espalda (20.06)     | Regan Smith Estados Unidos 58,22                                            | Kylie Masse · Canadá · 58,40                                                        | Claire Curzan Estados Unidos 58,67                                                 |
| 200 m espalda (24.06)     | Kaylee McKeown Australia 2:05,08                                            | Phoebe Bacon Estados Unidos 2:05,12                                                 | Rhyan White Estados Unidos 2:06,96                                                 |
| 50 m braza (25.06)        | Rūta Meilutytė · Lituania · 29,70                                           | Benedetta Pilato · Italia · 29,80                                                   | Lara van Niekerk Sudáfrica 29,90                                                   |
| 100 m braza (20.06)       | Benedetta Pilato · Italia · 1:05,93                                         | Anna Elendt · Alemania · 1:05,98                                                    | Rūta Meilutytė · Lituania · 1:06,02                                                |
| 200 m braza (23.06)       | Lilly King Estados Unidos 2:22,41                                           | Jenna Strauch Australia 2:23,05                                                     | Kate Douglass Estados Unidos 2:23,20                                               |
| 50 m mariposa (24.06)     | Sarah Sjöström · Suecia · 24,95                                             | Mélanie Henique Francia 25,31                                                       | Zhang Yufei China 25,32                                                            |
| 100 m mariposa (19.06)    | Torri Huske Estados Unidos 55,64                                            | Marie Wattel Francia 56,14                                                          | Zhang Yufei China 56,41                                                            |
| 200 m mariposa (22.06)    | Summer McIntosh · Canadá · 2:05,20                                          | Hali Flickinger Estados Unidos 2:06,08                                              | Zhang Yufei China 2:06,32                                                          |
| 200 m estilos (19.06)     | Alexandra Walsh Estados Unidos 2:07,13                                      | Kaylee McKeown Australia 2:08,57                                                    | Leah Hayes Estados Unidos 2:08,91                                                  |
| 400 m estilos (25.06)     | Summer McIntosh · Canadá · 4:32,04                                          | Katie Grimes Estados Unidos 4:32,67                                                 | Emma Weyant Estados Unidos 4:36,00                                                 |
| 4 × 100 m libre (18.06)   | Australia Mollie O'Callaghan Madison Wilson Meg Harris Shayna Jack 3:30,95  | Canadá · Kayla Sanchez · Taylor Ruck · Margaret Mac Neil · Penny Oleksiak · 3:32,15 | Estados Unidos Torri Huske Erika Brown Kate Douglass Claire Curzan 3:32,58         |
| 4 × 200 m libre (22.06)   | Estados Unidos Claire Weinstein Leah Smith Katie Ledecky Bella Sims 7:41,45 | Australia Madison Wilson Leah Neale Kiah Melverton Mollie O'Callaghan 7:43,86       | Canadá · Summer McIntosh · Kayla Sanchez · Taylor Ruck · Penny Oleksiak · 7:44,76  |
| 4 × 100 m estilos (25.06) | Estados Unidos Regan Smith Lilly King Torri Huske Claire Curzan 3:53,78     | Australia Kaylee McKeown Jenna Strauch Brianna Throssell Mollie O'Callaghan 3:54,25 | Canadá · Kylie Masse · Rachel Nicol · Margaret Mac Neil · Penny Oleksiak · 3:55,01 |

### Medallero
| Núm. | País           | Oro | Plata | Bronce | Total |
| ---- | -------------- | --- | ----- | ------ | ----- |
| 1    | Estados Unidos | 17  | 12    | 16     | 45    |
| 2    | Australia      | 6   | 9     | 2      | 17    |
| 3    | Italia         | 5   | 2     | 2      | 9     |
| 4    | Canadá         | 3   | 4     | 4      | 11    |
| 5    | Francia        | 2   | 4     | 2      | 8     |
| 6    | Suecia         | 2   | 2     | 0      | 4     |
| 7    | Hungría        | 2   | 0     | 0      | 2     |
| 7    | Rumania        | 2   | 0     | 0      | 2     |
| 9    | Reino Unido    | 1   | 1     | 3      | 5     |
| 10   | China          | 1   | 0     | 4      | 5     |
| 11   | Lituania       | 1   | 0     | 1      | 2     |
| 12   | Alemania       | 0   | 3     | 1      | 4     |
| 13   | Japón          | 0   | 2     | 2      | 4     |
| 14   | Brasil         | 0   | 1     | 1      | 2     |
| 14   | Países Bajos   | 0   | 1     | 1      | 2     |
| 14   | Polonia        | 0   | 1     | 1      | 2     |
| 17   | Corea del Sur  | 0   | 1     | 0      | 1     |
| 18   | Sudáfrica      | 0   | 0     | 1      | 1     |
| 18   | Ucrania        | 0   | 0     | 1      | 1     |
|      | TOTAL          | 42  | 43    | 42     | 127   |

## Resultados de saltos

### Masculino
| Evento                               | Oro                                 | Plata                                           | Bronce                                                |
| ------------------------------------ | ----------------------------------- | ----------------------------------------------- | ----------------------------------------------------- |
| Trampolín 1 m (30.06)                | Wang Zongyuan China 493,30 pts.     | Jack Laugher Reino Unido 426,95 pts.            | Li Shixin Australia 395,40 pts.                       |
| Trampolín 3 m (28.06)                | Wang Zongyuan China 561,95          | Cao Yuan China 492,85                           | Jack Laugher Reino Unido 473,00                       |
| Plataforma 10 m (03.07)              | Yang Jian China 515,55              | Rikuto Tamai Japón 488,00                       | Yang Hao China 488,45                                 |
| Trampolín 3 m sincronizado (26.06)   | Cao Yuan Wang Zongyuan China 459,18 | Anthony Harding Jack Laugher Reino Unido 451,71 | Timo Barthel · Lars Rüdiger · Alemania · 406,44       |
| Plataforma 10 m sincronizado (28.06) | Lian Junjie Yang Hao China 467,79   | Matthew Lee Noah Williams Reino Unido 427,71    | Rylan Wiens · Nathan Zsombor-Murray · Canadá · 417,12 |

### Femenino
| Evento                               | Oro                                  | Plata                                               | Bronce                                          |
| ------------------------------------ | ------------------------------------ | --------------------------------------------------- | ----------------------------------------------- |
| Trampolín 1 m (29.06)                | Li Yajie China 300,85 pts.           | Sarah Bacon Estados Unidos 276,65 pts.              | Mia Vallée · Canadá · 276,60 pts.               |
| Trampolín 3 m (02.07)                | Chen Yiwen China 366,90              | Mia Vallée · Canadá · 329,00                        | Chang Yani China 325,85                         |
| Plataforma 10 m (27.06)              | Chen Yuxi China 417,25               | Quan Hongchan China 416,95                          | Pandelela Pamg Malasia 338,85                   |
| Trampolín 3 m sincronizado (03.07)   | Chang Yani Chen Yiwen China 343,14   | Rin Kaneto Sayaka Mikami Japón 303,00               | Maddison Keeney Anabelle Smith Australia 294,12 |
| Plataforma 10 m sincronizado (30.06) | Chen Yuxi Quan Hongchan China 368,40 | Delaney Schnell Katrina Young Estados Unidos 299,40 | Pandelela Pamg Nur Sabri Malasia 298,68         |

### Mixto
| Evento                               | Oro                                   | Plata                                                    | Bronce                                                    |
| ------------------------------------ | ------------------------------------- | -------------------------------------------------------- | --------------------------------------------------------- |
| Trampolín 3 m sincronizado (29.06)   | Lin Shan Zhu Zifeng China 324,15 pts. | Chiara Pellacani · Matteo Santoro · Italia · 293,55 pts. | Grace Reid James Heatly Reino Unido 287,61 pts.           |
| Plataforma 10 m sincronizado (01.07) | Ren Qian Duan Yu China 341,16         | Sofiya Lyskun · Olexi Sereda · Ucrania · 317,01          | Delaney Schnell Carson Tyler Estados Unidos 315,90        |
| Equipos (29.06)                      | China Quan Hongchan Bai Yuming 391,40 | Francia Jade Gillet Alexis Jandard 358,50                | Reino Unido Andrea Spendolini-Sirieix James Heatly 357,60 |

### Medallero
| Núm. | País           | Oro | Plata | Bronce | Total |
| ---- | -------------- | --- | ----- | ------ | ----- |
| 1    | China          | 13  | 2     | 2      | 17    |
| 2    | Reino Unido    | 0   | 3     | 3      | 6     |
| 3    | Estados Unidos | 0   | 2     | 1      | 3     |
| 4    | Japón          | 0   | 2     | 0      | 2     |
| 5    | Canadá         | 0   | 1     | 2      | 3     |
| 6    | Francia        | 0   | 1     | 0      | 1     |
| 6    | Italia         | 0   | 1     | 0      | 1     |
| 6    | Ucrania        | 0   | 1     | 0      | 1     |
| 9    | Australia      | 0   | 0     | 2      | 2     |
| 9    | Malasia        | 0   | 0     | 2      | 2     |
| 11   | Alemania       | 0   | 0     | 1      | 1     |
|      | TOTAL          | 13  | 13    | 13     | 39    |

## Resultados de natación en aguas abiertas

### Masculino
| Evento        | Oro                                        | Plata                                    | Bronce                                    |
| ------------- | ------------------------------------------ | ---------------------------------------- | ----------------------------------------- |
| 5 km (27.06)  | Florian Wellbrock · Alemania · 52:48,80    | Gregorio Paltrinieri · Italia · 52:52,70 | Myjailo Romanchuk · Ucrania · 53:13,90    |
| 10 km (29.06) | Gregorio Paltrinieri · Italia · 1:50:56,80 | Domenico Acerenza · Italia · 1:50:58,20  | Florian Wellbrock · Alemania · 1:51:11,20 |
| 25 km (30.06) | Dario Verani · Italia · 5:02:21,50         | Axel Reymond Francia 5:02:22,70          | Péter Gálicz · Hungría · 5:02:35,40       |

### Femenino
| Evento        | Oro                                               | Plata                               | Bronce                                            |
| ------------- | ------------------------------------------------- | ----------------------------------- | ------------------------------------------------- |
| 5 km (27.06)  | Ana Marcela Cunha · Brasil · 57:52,9              | Aurélie Muller Francia 57:53,8      | Giulia Gabbrielleschi · Italia · 57:54,9          |
| 10 km (29.06) | Sharon van Rouwendaal · Países Bajos · 2:02:29,20 | Leonie Beck · Alemania · 2:02:29,70 | Ana Marcela Cunha · Brasil · 2:02:30,70           |
| 25 km (30.06) | Ana Marcela Cunha · Brasil · 5:24:15,00           | Lea Boy · Alemania · 5:24:15,20     | Sharon van Rouwendaal · Países Bajos · 5:24:15,30 |

### Mixto
| Evento                   | Oro                                                                              | Plata                                                                               | Bronce |
| ------------------------ | -------------------------------------------------------------------------------- | ----------------------------------------------------------------------------------- | --- |
| 5 km por equipos (26.06) | Alemania · Lea Boy · Oliver Klemet · Leonie Beck · Florian Wellbrock · 1:04:40,5 | Hungría · Réka Rohács · Anna Olasz · Dávid Betlehem · Kristóf Rasovszky · 1:04:43,0 | Italia · Ginevra Taddeucci · Giulia Gabbrielleschi · Domenico Acerenza · Gregorio Paltrinieri · 1:04:43,0 |

### Medallero
| Núm. | País         | Oro | Plata | Bronce | Total |
| ---- | ------------ | --- | ----- | ------ | ----- |
| 1    | Italia       | 2   | 2     | 2      | 6     |
| 2    | Alemania     | 2   | 2     | 1      | 5     |
| 3    | Brasil       | 2   | 0     | 1      | 3     |
| 4    | Países Bajos | 1   | 0     | 1      | 2     |
| 5    | Francia      | 0   | 2     | 0      | 2     |
| 6    | Hungría      | 0   | 1     | 1      | 2     |
| 7    | Ucrania      | 0   | 0     | 1      | 1     |
|      | TOTAL        | 7   | 7     | 7      | 21    |

## Resultados de natación artística

### Femenino
| Evento                        | Oro | Plata | Bronce |
| ----------------------------- | --- | --- | --- |
| Solo rutina técnica (18.06)   | Yukiko Inui Japón 92,8662 pts. | Marta Fiedina · Ucrania · 91,9555 pts. | Evanyelía Platanioti · Grecia · 89,5110 pts. |
| Solo prueba libre (22.06)     | Yukiko Inui Japón 95,3667 | Marta Fiedina · Ucrania · 93,8000 | Evanyelía Platanioti · Grecia · 91,7667 |
| Dúo rutina técnica (19.06)    | Wang Liuyi Wang Qianyi China 93,7536 | Maryna Alexiva · Vladyslava Alexiva · Ucrania · 91,8617 | Anna-Maria Alexandri · Eirini-Marina Alexandri · Austria · 91,2622 |
| Dúo prueba libre (23.06)      | Wang Liuyi Wang Qianyi China 95,5667 | Maryna Alexiva · Vladyslava Alexiva · Ucrania · 94,1667 | Anna-Maria Alexandri · Eirini-Marina Alexandri · Austria · 92,8000 |
| Equipo rutina técnica (21.06) | Chang Hao Feng Yu Wang Ciyue Wang Liuyi Wang Qianyi Xiang Binxuan Xiao Yanning Zhang Yayi China 94,7202 | Moka Fujii Moe Higa Moeka Kijima Tomoka Sato Akane Yanagisawa Mashiro Yasunaga Megumu Yoshida Rie Yoshida Japón 92,2261                                                                      | Domiziana Cavanna · Linda Cerruti · Costanza Di Camillo · Costanza Ferro · Gemma Galli · Marta Iacoacci · Marta Murru · Enrica Piccoli · Italia · 91,0191                                    |
| Equipo prueba libre (24.06)   | Chang Hao Feng Yu Wang Ciyue Wang Liuyi Wang Qianyi Xiang Binxuan Xiao Yanning Zhang Yayi China 96,7000 | Maryna Alexiva · Vladyslava Alexiva · Olesia Derevianchenko · Marta Fiedina · Veronika Hryshko · Sofiya Matsiyevska · Anhelina Ovchynnikova · Valeriya Tyshchenko · Ucrania · 95,0000        | Moka Fujii Moe Higa Moeka Kijima Tomoka Sato Hikari Suzuki Akane Yanagisawa Mashiro Yasunaga Megumu Yoshida Japón 93,1333                                                                    |
| Combinación libre (20.06)     | Maryna Alexiva · Vladyslava Alexiva · Olesia Derevianchenko · Marta Fiedina · Veronika Hryshko · Sofiya Matsiyevska · Daria Moshynska · Anhelina Ovchynnikova · Anastasiya Shmonina · Valeriya Tyshchenko · Ucrania · 95,0333 | Moka Fujii Moe Higa Asaka Hosokawa Yuka Kawase Moeka Kijima Hikari Suzuki Akane Yanagisawa Mashiro Yasunaga Megumu Yoshida Rie Yoshida Japón 93,5667                                         | Domiziana Cavanna · Linda Cerruti · Costanza Di Camillo · Costanza Ferro · Gemma Galli · Marta Iacoacci · Marta Murru · Enrica Piccoli · Federica Sala · Francesca Zunino · Italia · 92,0333 |
| Highlight (25.06)             | Maryna Alexiva · Vladyslava Alexiva · Olesia Derevianchenko · Marta Fiedina · Veronika Hryshko · Sofiya Matsiyevska · Daria Moshynska · Anhelina Ovchynnikova · Anastasiya Shmonina · Valeriya Tyshchenko · Ucrania · 95,0333 | Domiziana Cavanna · Linda Cerruti · Costanza Di Camillo · Costanza Ferro · Gemma Galli · Marta Iacoacci · Marta Murru · Enrica Piccoli · Federica Sala · Francesca Zunino · Italia · 92,2667 | Cristina Arámbula · Abril Conesa · Berta Ferreras · Emma García · Mireia Hernández · Meritxell Mas · Alisa Ozhogina · Paula Ramírez Ibáñez · Iris Tió · Blanca Toledano · España · 91,9333   |

### Mixto
| Evento                     | Oro                                                          | Plata                                      | Bronce                                   |
| -------------------------- | ------------------------------------------------------------ | ------------------------------------------ | ---------------------------------------- |
| Dúo rutina técnica (20.06) | Lucrezia Ruggiero · Giorgio Minisini · Italia · 89,2685 pts. | Tomoka Sato Yotaro Sato Japón 86,5939 pts. | Zhang Yiyao Shi Haoyu China 86,4425 pts. |
| Dúo prueba libre (25.06)   | Lucrezia Ruggiero · Giorgio Minisini · Italia · 90,9667      | Tomoka Sato Yotaro Sato Japón 89,7333      | Zhang Yiyao Shi Haoyu China 88,4000      |

### Medallero
| Núm. | País    | Oro | Plata | Bronce | Total |
| ---- | ------- | --- | ----- | ------ | ----- |
| 1    | China   | 4   | 0     | 2      | 6     |
| 2    | Ucrania | 2   | 5     | 0      | 7     |
| 3    | Japón   | 2   | 4     | 1      | 7     |
| 4    | Italia  | 2   | 1     | 2      | 5     |
| 5    | Austria | 0   | 0     | 2      | 2     |
| 5    | Grecia  | 0   | 0     | 2      | 2     |
| 7    | España  | 0   | 0     | 1      | 1     |
|      | TOTAL   | 10  | 10    | 10     | 30    |

## Resultados de waterpolo
| Evento            | Oro            | Plata   | Bronce       |
| ----------------- | -------------- | ------- | ------------ |
| Masculino (03.07) | España         | Italia  | Grecia       |
| Femenino (02.07)  | Estados Unidos | Hungría | Países Bajos |

### Medallero
| Núm. | País           | Oro | Plata | Bronce | Total |
| ---- | -------------- | --- | ----- | ------ | ----- |
| 1    | España         | 1   | 0     | 0      | 1     |
| 1    | Estados Unidos | 1   | 0     | 0      | 1     |
| 3    | Hungría        | 0   | 1     | 0      | 1     |
| 3    | Italia         | 0   | 1     | 0      | 1     |
| 5    | Grecia         | 0   | 0     | 1      | 1     |
| 5    | Países Bajos   | 0   | 0     | 1      | 1     |
|      | TOTAL          | 2   | 2     | 2      | 6     |

## Medallero total
| Núm. | País           | Oro | Plata | Bronce | Total |
| ---- | -------------- | --- | ----- | ------ | ----- |
| 1    | Estados Unidos | 18  | 14    | 17     | 49    |
| 2    | China          | 18  | 2     | 8      | 28    |
| 3    | Italia         | 9   | 7     | 6      | 22    |
| 4    | Australia      | 6   | 9     | 4      | 19    |
| 5    | Canadá         | 3   | 5     | 6      | 14    |
| 6    | Japón          | 2   | 8     | 3      | 13    |
| 7    | Francia        | 2   | 7     | 2      | 11    |
| 8    | Ucrania        | 2   | 6     | 2      | 10    |
| 9    | Alemania       | 2   | 5     | 3      | 10    |
| 10   | Hungría        | 2   | 2     | 1      | 5     |
| 11   | Suecia         | 2   | 2     | 0      | 4     |
| 12   | Brasil         | 2   | 1     | 2      | 5     |
| 13   | Rumania        | 2   | 0     | 0      | 2     |
| 14   | Reino Unido    | 1   | 4     | 6      | 11    |
| 15   | Países Bajos   | 1   | 1     | 3      | 5     |
| 16   | España         | 1   | 0     | 1      | 2     |
| 16   | Lituania       | 1   | 0     | 1      | 2     |
| 18   | Polonia        | 0   | 1     | 1      | 2     |
| 19   | Corea del Sur  | 0   | 1     | 0      | 1     |
| 20   | Grecia         | 0   | 0     | 3      | 3     |
| 21   | Austria        | 0   | 0     | 2      | 2     |
| 21   | Malasia        | 0   | 0     | 2      | 2     |
| 23   | Sudáfrica      | 0   | 0     | 1      | 1     |
|      | TOTAL          | 74  | 75    | 74     | 223   |